# Space Chimps - Missione spaziale
Space Chimps - Missione spaziale è un film d'animazione del 2008 diretto da Kirk DeMicco.

## Trama
Ham III, nipote del primo scimpanzé astronauta, viene inviato nello spazio. Il motivo della spedizione è quello di raggiungere un pianeta dall'altra parte dell'universo attraverso un buco spazio-temporale, un'impresa molto pericolosa. Col supporto di altre due scimmie astronauti, dovrà aiutare gli abitanti del pianeta cercando di sconfiggere il leader tirannico che li governa.

## Sequel
Nel 2010, il film ha avuto un sequel initolato Space Chimps 2 - Zartog colpisce ancora.